# Ichthyscopus nigripinnis
Ichthyscopus nigripinnis is een straalvinnige vissensoort uit de familie van sterrenkijkers (Uranoscopidae). De wetenschappelijke naam van de soort is voor het eerst geldig gepubliceerd in 1999 door Gomon & Johnson.